# Comissão de Preservação de Marcos Históricos de Nova Iorque
A Comissão de Preservação de Marcos Históricos de Nova Iorque (em inglês:  New York City Landmarks Preservation Commission) (LPC) é a agência de Nova Iorque encarregada de administrar a Lei de Preservação de Marcos Históricos da cidade. A LPC é responsável por proteger os edifícios e locais arquitetonicamente, historicamente e culturalmente significativos da cidade de Nova York, concedendo-lhes o status de marco ou distrito histórico e regulamentando-os após a designação. É a maior agência municipal de preservação do país. Desde 1 de julho de  2020, a LPC designou mais de 37.800 propriedades históricas em todos os cinco burgos. A maioria delas está concentrada em distritos históricos, embora haja mais de mil marcos individuais, bem como vários marcos internos e cênicos.
O prefeito Robert F. Wagner Jr. organizou um comitê de preservação pela primeira vez em 1961 e, no ano seguinte, criou o LPC. O poder do LPC foi bastante fortalecido após a aprovação da Lei de Marcos Históricos em abril de 1965, um ano e meio após a destruição da Estação Pensilvânia. O LPC esteve envolvido em diversas decisões importantes de preservação, incluindo a da Estação Grand Central. Em 1990, o LPC foi citado por David Dinkins como tendo preservado a identidade municipal de Nova Iorque e aprimorado a percepção de mercado de vários bairros.
O LPC é governado por onze comissários. A Lei de Preservação de Marcos Históricos estipula que um edifício deve ter pelo menos trinta anos para que o LPC possa declará-lo um marco histórico.